# Золотой орёл (кинопремия, 2020)
18-я церемония вручения наград премии «Золотой орёл» за заслуги в области российского кинематографа и телевидения за 2019 год состоялась 24 января 2020 года в первом павильоне киноконцерна «Мосфильм». Номинанты были объявлены 21 декабря 2019 года.
На соискание премии за 2019 год, рассматривались: отечественные кинофильмы, впервые публично показанные в России с 1 ноября 2018 года по 31 октября 2019 года (а также все фильмы предшествующего года, которые по тем или иным причинам не были рассмотрены на соискание премии по итогам 2018 года); телефильмы и сериалы, первый показ которых был завершён в период с 1 сентября 2018 года по 31 октября 2019 года; зарубежные кинофильмы, выпущенные в российский прокат с 1 ноября 2018 года по 31 октября 2019 года.

## Статистика
Количество наград/номинаций:
Кино:
- 4/9: «Одесса»
- 4/6: «Текст»
- 3/13: «Т-34»
- 2/5: «Тобол»
- 1/5: «Дылда»
- 1/2: «Балканский рубеж»
- 1/1: «Без срока давности. Открывая шкаф позора» / «Интервью» / «Он не может жить без космоса» / «Король Лев»
- 0/4: «Бык»

Телевидение:
- 1/3: «Ненастье» / «Домашний арест»
- 1/2: «Шторм»
- 1/1: «Годунов»
- 0/2: «Звоните ДиКаприо!»

## Список лауреатов и номинантов
• Лауреаты выделены отдельным цветом. 
| Категории                                                                               | Лауреаты и номинанты |
| --------------------------------------------------------------------------------------- | --- |
| Лучший игровой фильм (Награды вручала Алиса Фрейндлих)                                  | • Текст (режиссёр: Клим Шипенко; продюсеры: Эдуард Илоян, Алексей Троцюк, Денис Жалинский, Виталий Шляппо, Рафаел Минасбекян, Вадим Верещагин)          |
| Лучший игровой фильм (Награды вручала Алиса Фрейндлих)                                  | • Бык (режиссёр: Борис Акопов; продюсеры: Фёдор Попов, Владимир Малышев)                                                                                |
| Лучший игровой фильм (Награды вручала Алиса Фрейндлих)                                  | • Дылда (режиссёр: Кантемир Балагов; продюсеры: Александр Роднянский, Сергей Мелькумов)                                                                 |
| Лучший игровой фильм (Награды вручала Алиса Фрейндлих)                                  | • Одесса (режиссёр: Валерий Тодоровский; продюсеры: Леонид Ярмольник, Валерий Тодоровский)                                                              |
| Лучший игровой фильм (Награды вручала Алиса Фрейндлих)                                  | • Т-34 (режиссёр: Алексей Сидоров; продюсеры: Антон Златопольский, Рубен Дишдишян, Леонид Блаватник, при участии Леонида Верещагина и Никиты Михалкова) |
| Лучший телефильм или мини-сериал (до 10 серий)                                          | • Годунов (режиссёр: Алексей Андрианов; продюсеры: Екатерина Жукова, Мария Ушакова, Антон Златопольский)                                                |
| Лучший телефильм или мини-сериал (до 10 серий)                                          | • Звоните ДиКаприо! (режиссёр: Жора Крыжовников; продюсеры: Антон Щукин, Артём Логинов, Антон Зайцев, Александр Дулерайн)                               |
| Лучший телефильм или мини-сериал (до 10 серий)                                          | • Шторм (режиссёр: Борис Хлебников; продюсеры: Рубен Дишдишян, Эдуард Илоян, Денис Жалинский, Виталий Шляппо, Алексей Троцюк)                           |
| Лучший телевизионный сериал (более 10 серий)                                            | • Ненастье (режиссёр: Сергей Урсуляк; продюсеры: Антон Златопольский, Мария Ушакова)                                                                    |
| Лучший телевизионный сериал (более 10 серий)                                            | • А. Л. Ж. И. Р. (режиссёр: Александр Касаткин; продюсер: Наталия Будкина)                                                                              |
| Лучший телевизионный сериал (более 10 серий)                                            | • Домашний арест (режиссёр: Пётр Буслов; продюсер: Семен Слепаков)                                                                                      |
| Лучший неигровой фильм                                                                  | • Без срока давности. Открывая шкаф позора (режиссёр: Александр Звягинцев)                                                                              |
| Лучший неигровой фильм                                                                  | • Антон Чехов и Исаак Левитан: Двойной портрет в интерьере эпохи (режиссёр: Галина Евтушенко)                                                           |
| Лучший неигровой фильм                                                                  | • Оперение (режиссёр: Илья Зернов) |
| Лучший короткометражный фильм                                                           | • Интервью (режиссёр: Иван Соснин) |
| Лучший короткометражный фильм                                                           | • Мама (режиссёр: Владимир Котт) |
| Лучший короткометражный фильм                                                           | • Одна историческая ошибка (режиссёр: Михаил Местецкий)                                                                                                 |
| Лучший анимационный фильм                                                               | • Он не может жить без космоса (режиссёр: Константин Бронзит)                                                                                           |
| Лучший анимационный фильм                                                               | • Лола живая картошка (режиссёр: Леонид Шмельков) |
| Лучший анимационный фильм                                                               | • Чик-Чирик (режиссёр: Жанна Бекмамбетова) |
| Лучшая режиссёрская работа (Награду вручали Александр Кузнецов и Ингеборга Дапкунайте)  | • Алексей Сидоров — «Т-34» |
| Лучшая режиссёрская работа (Награду вручали Александр Кузнецов и Ингеборга Дапкунайте)  | • Кантемир Балагов — «Дылда» |
| Лучшая режиссёрская работа (Награду вручали Александр Кузнецов и Ингеборга Дапкунайте)  | • Клим Шипенко — «Текст» |
| Лучший сценарий (Награду вручали Егор Корешков и Марина Александрова)                   | • Алексей Сидоров — «Т-34» |
| Лучший сценарий (Награду вручали Егор Корешков и Марина Александрова)                   | • Борис Акопов — «Бык» |
| Лучший сценарий (Награду вручали Егор Корешков и Марина Александрова)                   | • Максим Белозор — «Одесса» |
| Лучшая мужская роль в кино (Награду вручали Александр Кузнецов и Ингеборга Дапкунайте)  | • Александр Петров — «Текст» |
| Лучшая мужская роль в кино (Награду вручали Александр Кузнецов и Ингеборга Дапкунайте)  | • Юрий Борисов — «Бык» |
| Лучшая мужская роль в кино (Награду вручали Александр Кузнецов и Ингеборга Дапкунайте)  | • Александр Петров — «Т-34» |
| Лучшая женская роль в кино (Награду вручали Александр Кузнецов и Ингеборга Дапкунайте)  | • Виктория Мирошниченко — «Дылда» |
| Лучшая женская роль в кино (Награду вручали Александр Кузнецов и Ингеборга Дапкунайте)  | • Стася Милославская — «Бык» |
| Лучшая женская роль в кино (Награду вручали Александр Кузнецов и Ингеборга Дапкунайте)  | • Ирина Старшенбаум — «Т-34» |
| Лучшая мужская роль второго плана (Награду вручали Егор Корешков и Марина Александрова) | • Иван Янковский — «Текст» |
| Лучшая мужская роль второго плана (Награду вручали Егор Корешков и Марина Александрова) | • Евгений Цыганов — «Одесса» |
| Лучшая мужская роль второго плана (Награду вручали Егор Корешков и Марина Александрова) | • Виктор Добронравов — «Т-34» |
| Лучшая женская роль второго плана (Награду вручали Егор Корешков и Марина Александрова) | • Евгения Брик — «Одесса» (за роль Миры) |
| Лучшая женская роль второго плана (Награду вручали Егор Корешков и Марина Александрова) | • Мария Миронова — «Громкая связь» |
| Лучшая женская роль второго плана (Награду вручали Егор Корешков и Марина Александрова) | • Ксения Раппопорт — «Одесса» (за роль Лоры) |
| Лучшая мужская роль на телевидении                                                      | • Павел Деревянко — «Домашний арест» |
| Лучшая мужская роль на телевидении                                                      | • Александр Петров — «Звоните ДиКаприо!» |
| Лучшая мужская роль на телевидении                                                      | • Александр Яценко — «Ненастье» |
| Лучшая женская роль на телевидении                                                      | • Анна Михалкова — «Шторм» |
| Лучшая женская роль на телевидении                                                      | • Анна Уколова — «Домашний арест» |
| Лучшая женская роль на телевидении                                                      | • Татьяна Лялина — «Ненастье» |
| Лучшая операторская работа (Награду вручали Александр Кузнецов и Ингеборга Дапкунайте)  | • Роман Васьянов — «Одесса» |
| Лучшая операторская работа (Награду вручали Александр Кузнецов и Ингеборга Дапкунайте)  | • Ксения Середа — «Дылда» |
| Лучшая операторская работа (Награду вручали Александр Кузнецов и Ингеборга Дапкунайте)  | • Михаил Милашин — «Т-34» |
| Лучшая работа художника-постановщика                                                    | • Владимир Гудилин — «Одесса» |
| Лучшая работа художника-постановщика                                                    | • Константин Пахотин — «Т-34» |
| Лучшая работа художника-постановщика                                                    | • Андрей Васин, Илья Мандриченко — «Тобол» |
| Лучшая работа художника по костюмам                                                     | • Владимир Никифоров, Дмитрий Андреев — «Тобол» |
| Лучшая работа художника по костюмам                                                     | • Александр Осипов — «Одесса» |
| Лучшая работа художника по костюмам                                                     | • Ульяна Полянская — «Т-34» |
| Лучшая музыка к фильму                                                                  | • Анна Друбич — «Одесса» |
| Лучшая музыка к фильму                                                                  | • Олег Белов — «Миллиард» |
| Лучшая музыка к фильму                                                                  | • Николай Ростов, Иван Бурляев, Дмитрий Носков — «Текст»                                                                                                |
| Лучший монтаж фильма (Награду вручали Егор Корешков и Марина Александрова)              | • Тим Павелко — «Текст» |
| Лучший монтаж фильма (Награду вручали Егор Корешков и Марина Александрова)              | • Игорь Литонинский — «Дылда» |
| Лучший монтаж фильма (Награду вручали Егор Корешков и Марина Александрова)              | • Дмитрий Корабельников — «Т-34» |
| Лучшая работа звукорежиссёра                                                            | • Александр Копейкин — «Балканский рубеж» |
| Лучшая работа звукорежиссёра                                                            | • Алексей Самоделко — «Т-34» |
| Лучшая работа звукорежиссёра                                                            | • Павел Дореули — «Тобол» |
| Лучшая работа художника по гриму и пластическим спецэффектам                            | • Наталья Горина — «Тобол» |
| Лучшая работа художника по гриму и пластическим спецэффектам                            | • Ирина Ляшко, Марина Евсеенко — «Балканский рубеж» |
| Лучшая работа художника по гриму и пластическим спецэффектам                            | • Ирина Ляшко — «Т-34» |
| Лучшие визуальные эффекты                                                               | • ООО «Алгус-Студио» — «Т-34» |
| Лучшие визуальные эффекты                                                               | • ALAMBIC VFX , Фёдор Журов — «Герой» |
| Лучшие визуальные эффекты                                                               | • Компания AMALGAMA VFX — «Тобол» |
| Лучший зарубежный фильм в российском прокате                                            | • Король Лев / The Lion King (США) — прокатчик: WDSSPR                                                                                                  |
| Лучший зарубежный фильм в российском прокате                                            | • Зелёная книга / Green Book (США) — прокатчик: Капелла Фильм                                                                                           |
| Лучший зарубежный фильм в российском прокате                                            | • Однажды в Голливуде / Once Upon a Time... in Hollywood (США, Великобритания) — прокатчик: WDSSPR                                                      |

### Специальная награда
- За вклад в российский кинематограф — Алиса Бруновна Фрейндлих 
(Награду вручал Никита Михалков)